# Sogerianthe
Sogerianthe é um género botânico pertencente à família Loranthaceae.

## Espécies
- Sogerianthe sogerensis